# Parque nacional de Marsabit
El Parque nacional de Marsabit (en inglés: Marsabit National Park) es área protegida con el estatus de parque nacional y reserva natural ubicada en el Monte Marsabit, en el norte del país africano de Kenia, cerca de la ciudad de Marsabit. Se encuentra a 560 kilómetros al norte de Nairobi, en el distrito de Marsabit, en la Provincia Oriental. Su reserva se caracteriza por su población de cebras y un santuario de aves.
El camino hacia el sur desde el Monte Marsabit a las llanuras rocosas de Shaba, es descrito con la presencia de higos en el bosque alto de  montaña, con acacias planas en su parte baja.